# Pristimantis yaviensis
Espèce
Synonymes
- Eleutherodactylus yaviensis Myers & Donnelly, 1996

Statut de conservation UICN

 DD  : Données insuffisantes
Pristimantis yaviensis est une espèce d'amphibiens de la famille des Craugastoridae.

## Répartition
Cette espèce est endémique de l'État d'Amazonas au Venezuela. Elle se rencontre sur les Cerro Yaví et Cerro Yutajé, entre 1 700 et 2 150 m d'altitude.

## Description
Les mâles mesurent de 18 à 21 mm et les femelles de 24 à 30 mm.

## Étymologie
Son nom d'espèce, composé de yavi et du suffixe latin -ensis, « qui vit dans, qui habite », lui a été donné en référence au lieu de sa découverte, le Cerro Yaví.

## Publication originale
- Myers & Donnelly, 1996 : A new herpetofauna from Cerro Yavi, Venezuela: first results of the Robert G. Goelet American Museum-Terramar Expedition to the northwestern Tepuis. American Museum Novitates, no 3172, p. 1-56 (texte intégral).